# Seditious conspiracy
Seditious conspiracy (aufrührerische Verschwörung) ist unter der angelsächsischen Common-Law-Rechtsprechung das Verbrechen der Verschwörung gegen die Autorität oder Legitimität des Staates, entsprechend dem Hochverrat, der auf den gewaltsamen Umsturz im Innern gerichtet ist.

## Vereinigte Staaten
Nach US-amerikanischem Recht kann das Verbrechen des Aufruhrs – anders als in anderen Ländern mit Common-Law- und Zivilrechtsbarkeiten – nicht von einer einzelnen Person begangen werden, da deren Rede, wie gewalttätig auch immer sie gegen den Staat geäußert wird, unter dem First Amendment geschützt ist. Um dieses Verbrechen zu begehen, müssen zumindest zwei Personen gemeinsam handeln, mit der eindeutigen Absicht, „sich zu verschwören, um die Regierung der Vereinigten Staaten gewaltsam zu stürzen … oder Krieg gegen sie zu führen oder sich gewaltsam ihrer Autorität zu widersetzen …“
Im US-Recht wird es vom Landesverrat (Treason) unterschieden, der gemäß der US-Verfassung sehr streng nur als eine Handlung definiert wird, die einem Feind während eines erklärten Kriegszustands hilft, und daher wurden seit 1797 weniger als 30 Personen unter diesem Vorwurf angeklagt. Jedoch schulden US-Bürger laut Verfassung auch dem Bundesstaat Treue, in dem sie leben, und sie können daher sowohl gegen die Bundesstaatlichkeit und/oder gegen den Staat, in dem sie leben, Verrat begehen. Zumindest 14 Personen wurden seit 1797 wegen Verrats gegen ihren heimischen Staat angeklagt; mindestens sechs von ihnen wurden verurteilt, und fünf wurden hingerichtet. Jedoch wird es sowohl rechtlich als auch politisch infrage gestellt, ob einzelne Bundesstaaten Landesverrat bestrafen sollten.
Am 6. Juni 2022 wurden durch das US-Justizministerium fünf hochrangige Mitglieder der Proud Boys wegen 'Seditious conspiracy' angeklagt und am 4. Mai 2023 sprach eine Jury in Washington D.C. vier der fünf Angeklagten für schuldig und verurteilte sie zu jeweils zu langjährigen Haftstrafen.